# I'm Like a Bird
I'm Like A Bird är en sång som blev Nelly Furtados genombrott, den finns med på hennes första album Whoa, Nelly!.
Denna sång var en av de mest populäraste låtarna år 2001. Den nådde nummer ett i Kanada, nummer två i Australien och Nya Zeeland, nummer fem i Storbritannien och nummer nio i USA.